# Jeppe Bisgaard
Jeppe Bisgaard (17. juni 1971 – 13. juli 2018) var en dansk musikproducer og dj. Bisgaard startede sin karriere inden for hip-hop-miljøet som journalist på musikmagasinet Mix i perioden 1989 til 1995. I 1990 var han med til at starte pladeselskabet SoulPower Productions sammen med Carsten "Soulshock" og Mich "Cutfather" Hansen, der bl.a. udgav Cut'N'Move. Efterfølgende arbejdede han som product manager på EMI i Danmark, hvor han sammensatte R&B-trioen Juice, hvis debutalbum solgte 40.000 eksemplarer.
Jeppe Bisgaard startede i 1997 selskabet Jay-B Incorporated under den danske afdeling af BMG, hvor han bl.a. var med til at udgive rapgruppen Malk de Koijns debutalbum Smash Hit In Aberdeen (1998), og soundtracket til Pizza King (1999). I 2001 blev han nomineret til Årets danske producer ved Danish Music Awards 2001 for Outlandish-albummet Outland's Official (2000).
Jeppe Bisgaard fik i 2015 konstateret en kræfttumor af typen glioblastoma i hjernen. Han døde den 13. juli 2018 i sit hjem på Frederiksberg. Han var søn af radioværten Hans Otto Bisgaard. Efter Jeppe Bisgaards død blev han mindet på de sociale medier af kollegaer fra musikbranchen. Dan Rachlin kaldte ham for "en ildsjæl, der fik hiphoppen ud til folket". Alex Nyborg Madsen betegnede ligeledes Jeppe Bisgaard som en ildsjæl og kaldte ham "et vanvittigt engageret menneske, der har rørt folk og haft enorm betydning for udviklingen af dansk hip hop".